# British Journal of Dermatology
Das British Journal of Dermatology, abgekürzt Br. J. Dermatol. bzw. BJD, ist eine wissenschaftliche Fachzeitschrift, die Arbeiten aus dem medizinischen Teilgebiet Dermatologie veröffentlicht. Sie ist die offizielle Zeitschrift des Ärzteverbandes British Association of Dermatologists  und wird vom  Wiley-Blackwell-Verlag veröffentlicht. Seit ihrer Gründung im Jahr 1888 erscheint die Zeitschrift monatlich.
Der Impact Factor lag im Jahr 2014 bei 4,275. Nach der Statistik des ISI Web of Knowledge wird das Journal mit diesem Impact Factor in der Kategorie Dermatologie an sechster Stelle von 62 Zeitschriften geführt.